# Cuthbert Christy

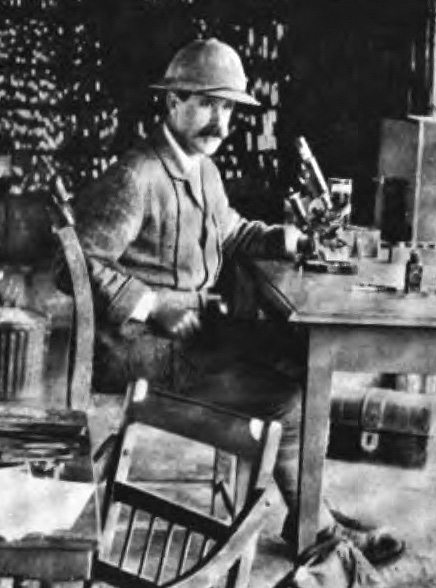
Cuthbert Christy in Uganda (1902)

Cuthbert Christy (* 1863 in Chelmsford; † 29. Mai 1932) war ein britischer Arzt und Zoologe. In der ersten Hälfte des 20. Jahrhunderts erforschte er Zentralafrika intensiv. Er lieferte Arbeiten über die Afrikanische Trypanosomiasis ab und fertigte den Christy-Report an, der sich mit Zuständen im Liberia der 1920er beschäftigte, die der Sklaverei sehr ähnlich waren (sogenannter Fernando-Po-Skandal).

## Frühe Jahre
Cuthbert Christy wurde 1863 als Sohn von Robert Christy in Chelmsford geboren. Er ging in Scarborough, North Yorkshire zur Schule und erreichte ein Mackenzie-Stipendium an der University of Edinburgh. 1892 machte er seinen Abschluss und reiste in Südamerika und den Westindischen Inseln zwischen 1892 und 1895.
Zwischen 1898 und 1900 diente er als Sanitätsoffizier in der Westafrikanischen Armee der Briten. Er diente als Experte für Seuchenbekämpfung in Bombay.

## Afrikanische Reisen
Christy wurde 1902 als Chef einer dreiköpfigen Regierungskommission eingesetzt, die die Trypanosomiasis (Schlafkrankheit) in Uganda untersuchte. 
Seine Kollegen waren  George Carmichael Low und Aldo Castellani.
Im Congo Free State untersuchte er 1903 mit Joseph Everett Dutton, John Lancelot Todd, Inge-Valdemar Heiberg die gleiche Krankheit.
Christy arbeitete 1906 in Ceylon und zwischen 1906 und 1909 in Uganda und Ostafrika, anschließend in  Nigeria.
Zwischen 1911 und 1914 arbeitete er für die belgische Regierung in Belgisch Kongo und erforschte die Schlafkrankheit. 1916 leitete er das britische Militärkrankenhaus in Dar es Salaam und später in Mesopotamien.
Zwischen 1920 und 1923 erforschte er den Bahr el Ghazal im heutigen Südsudan.
Zwischen 1925 und 1928 leitete er für das Natural History Museum eine Expedition an den Tanganjikasee.
Zwischen 1928 und 1929 arbeitete er in Französisch-Äquatorialguinea.

## Christy-Kommission
1929 berichteten amerikanische Missionare, dass in Liberia staatliche Stellen ein System eingerichtet hätten, das  praktisch Sklaverei bedeuten würde. Soldaten zwangen Dorfbewohner gewaltsam auf der Insel Fernando Po Zwangsarbeit auszuführen. 
Die liberianische Regierung bestritt dies und erlaubte einer Kommission des Völkerbundes, den Vorfall zu untersuchen. 
Cuthbert Christy war Leiter dieser Kommission und Charles S. Johnson war Vertreter der USA in dieser Kommission. 
Am 8. April 1930 begann sie mit ihrer Arbeit.
Christy  war grundsätzlich kritisch gegenüber den US-amerikanischen Aktivitäten in Liberia eingestellt. Vor allem deshalb, weil die Firestone Tire and Rubber Company in Sklaverei verwickelt war. Johnson und Christy waren nicht in allen Punkten der gleichen Meinung, veröffentlichten dennoch den Abschlussbericht zusammen.
Im September 1930 wurde der Bericht veröffentlicht, der besagte, dass in Liberia Zustände herrschten, die denen der Sklaverei ähnelten. Präsident Charles D. B. King und sein Vize Allen N. Yancy traten als Folge beide zurück.

## Tod und Andenken
1932 war Christy in der Region des Aka Rivers im Belgisch-Kongo unterwegs. Er führte zoologische Untersuchungen für die belgische Regierung durch und schoss dort auf einen Kaffernbüffel. Das verwundete Tier attackierte ihn und verletzte ihn schwer. Er starb an seinen Verletzungen am 29. Mai 1932.
Die Schlangen Naja christyi (Kongolesische Wasserkobra), Chamaelycus christyi, Polemon christyi und der Buntbarsch Aristochromis christyi sind nach ihm benannt.

## Werke
- Mosquitoes and malaria: a summary of knowledge on the subject up to date; with an account of the natural history of some mosquitoes, 1900
- The distribution of sleeping sickness, 1903
- The epidemiology and etiology of sleeping sickness in Equatoriae East Africa, 1903
- Reports of the Trypanosomiasis Expedition to the Congo 1903–1904 of the Liverpool School of Tropical Medicine and Medical Parasitology, 1904
- The African rubber industry and Funtumia elastica, 1911
- Big Game and Pygmies: Experiences of a Naturalist in Central African Forests in Quest of the Okapi, 1924
- Cuthbert Christy Expedition, 1926
- Report of the International commission of inquiry into the existence of slavery and forced labor in the republic of Liberia. Monrovia, Liberia, September 8, 1930
- Notes on the Prevention of Malaria
- Notes on the Preservation of Personal Health in Warm Climates

| Personendaten    | Personendaten               |
| ---------------- | --------------------------- |
| NAME             | Christy, Cuthbert           |
| KURZBESCHREIBUNG | britischer Arzt und Zoologe |
| GEBURTSDATUM     | 1863                        |
| GEBURTSORT       | Chelmsford                  |
| STERBEDATUM      | 29. Mai 1932                |